# Jennifer Galais
Jennifer Galais (* 7. März 1992 in Lyon) ist eine französische Sprinterin.

## Karriere
2011 qualifizierte sich Gnafoua für die Leichtathletik-Junioreneuropameisterschaften in Tallinn und gewann über 200 Meter die Bronzemedaille. 2013 belegte sie bei den U23-Europameisterschaften in Tampere im 200-Meter-Finale den siebten Platz. 2014 und 2015 vertrat sie Frankreich bei den Europäischen-Teameuropameisterschaften in der Staffel und 2015 über 100 m. 2016 belegte sie mit der Staffel bei den Leichtathletik-Europameisterschaften in Amsterdam im Finale den sechsten Rang. Über 100 m gelangte sie bis ins Halbfinale. Die französische Staffel scheiterte bei den Olympischen Sommerspielen in Rio de Janeiro bereits in der Vorrunde.

## Bestleistungen
- 100 Meter: 11,25 s (+1,6 m/s), 4. Juni 2016 in Vénissieux
  - 60 Meter (Halle): 7,27 s, 27. Februar 2016 in Aubière
- 200 Meter: 23,06 s (0,0 m/s), 15. Juni 2014 in Aubagne